# بیدی
بیدی (به انگلیسی: Beedi) یا bidi (همچنین بیری (به انگلیسی: biri) biri) یک نوع سیگار نازک یا سیگار پایه‌کوتاه است که از تنباکویی که معمولاً در برگ درخت آبنوس کوروماندل یا درخت برگ بیدیبا یک رشته نخ یا چسب پیچیده شده‌است.

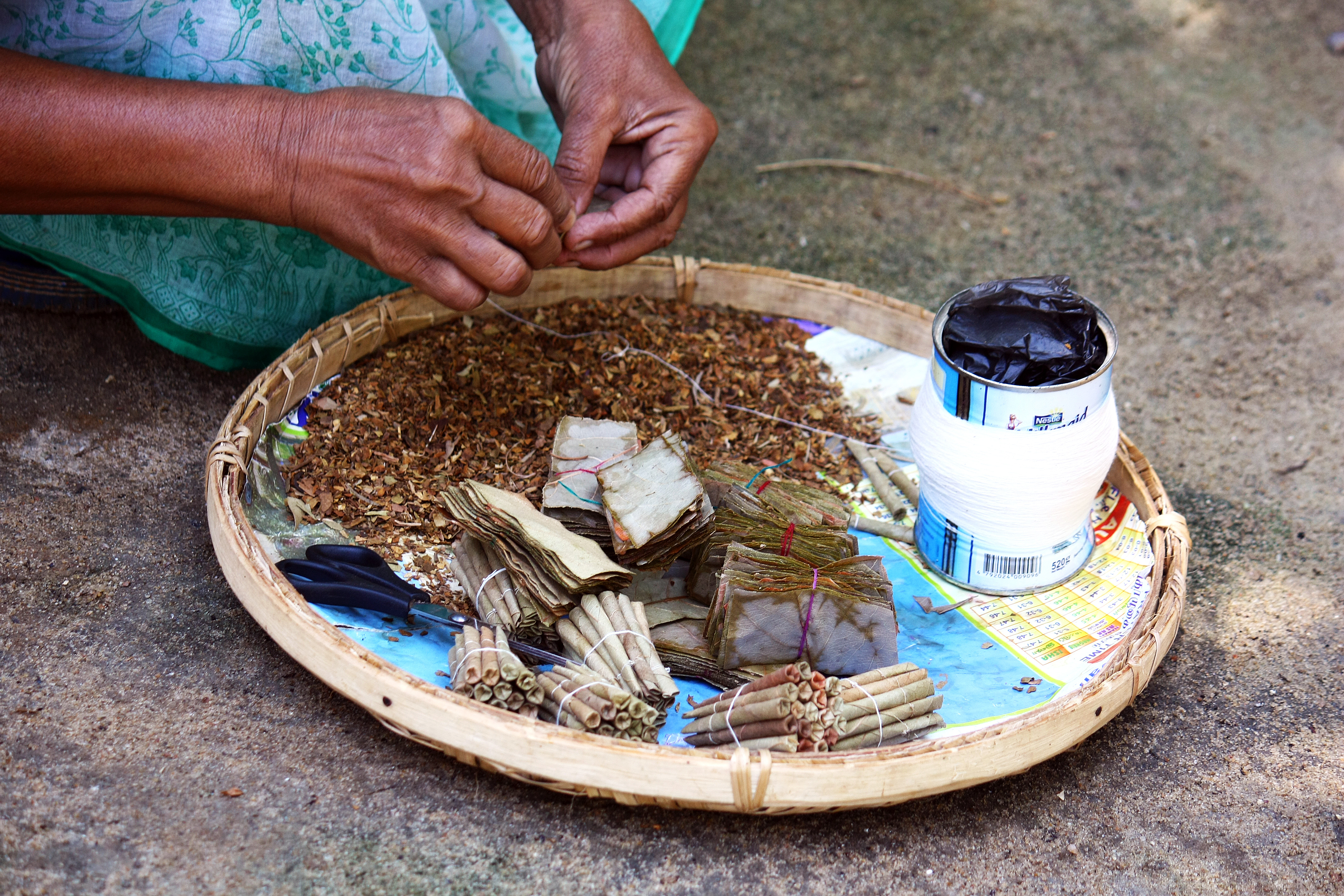
پیچیدن بیدی با دست

ریشه این نوع سیگار به شبه قاره هند بازمی‌گردد. نام آن از کلمه «ماروار» ی بیدا است که ترکیبی از آجیل، گیاهان و ادویه جات ترشی جات پیچیده شده در برگ مشتق شده‌است.
این سیگار روش سنتی مصرف دخانیات در منطقه آسیای جنوب شرقی و بخش‌هایی از خاورمیانه می‌باشد. امروزه مصرف بیدی بسیار رونق دارد و قیمت ارزان آن در هند موجب شده تا مصرف بیدی نسبت به سیگارهای معمولی نزدیک شود و به ۴۸٪ درصد از مصرف دخانیات هند در سال ۲۰۰۸ را تشکیل دهد.
بیدی دارای نیکوتین، مونوکسید کربن و قطران بیشتری نسبت به سیگار معمولی است و احتمال ابتلای مصرف‌کننده به سرطان‌های دهان را بسیار بالا می‌برد. و همانند سایر انواع سیگارها و مواد دخانی، بیدی نیز خطر ابتلا به انواع سرطان‌ها، بیماری‌های قلبی و بیماری ریوی را افزایش می‌دهد. این نوع از سیگار دارای میزان عوارض بالاتری نسبت به مصرف سایر انواع دخانیات است.